# إدموند كوال
إدموند كوال (بالبولندية: Edmund Kowal)‏ هو لاعب كرة قدم بولندي في مركز الهجوم، ولد في 16 فبراير 1931 في Bobrek, Bytom ‏ في بولندا، وتوفي في 22 أبريل 1960 في زابجه في بولندا بسبب حادث مرور. شارك مع منتخب بولندا لكرة القدم. أما مع النوادي، فقد لعب مع غورنيك زابجه وليغيا وارسو.